# لوغال
لوغال (بالسومرية: 𒈗) هو المُصطلح السومري المُرادف لـ "مَلك". حرفيًا، المُصطلح يعني "رجُل كبير". في اللغة السومرية، "𒇽" تعني "رجُل" و "𒃲" تعني "كبير" أو "عظيم". كان أحد الألقاب السومرية العديدة التي يُمكن لحاكم المَدينة حملها (جنبًا إلى جنب مع "إين" و "إينسي"، الاختلاف الدقيق بينها لايزال محل جدال). أصبح الاسم في النهاية هو اللقب السائد لـ "المَلك" بشكل عام. في اللغة السومرية، تُستخدم كلمة "لوغال" بمعنى "مالك" (على سبيل المثال مالك العربة أو مالك البيت) أو "كبير" (لوحدة مثل عائلة).

## الكتابة المسمارية
العلامة المسمارية "LUGAL "𒈗 تعمل عمل الرسم المعنوي في النصوص المسمارية (السومرية، الأكادية والحيثية)، الأمر الذي يُشير إلى أن الكلمة التي تتبعُها هي اسم الملك. في قواعد الإملاء الأكادية، قد تكون أيضًا مُخططًا مقطعيًا(1) لـ šàr، والتي تعتمد بشكل أكروفوني على الكلمة الأكادية لكلمة "ملك"، šarrum.

## لوغال، إينوإينسي

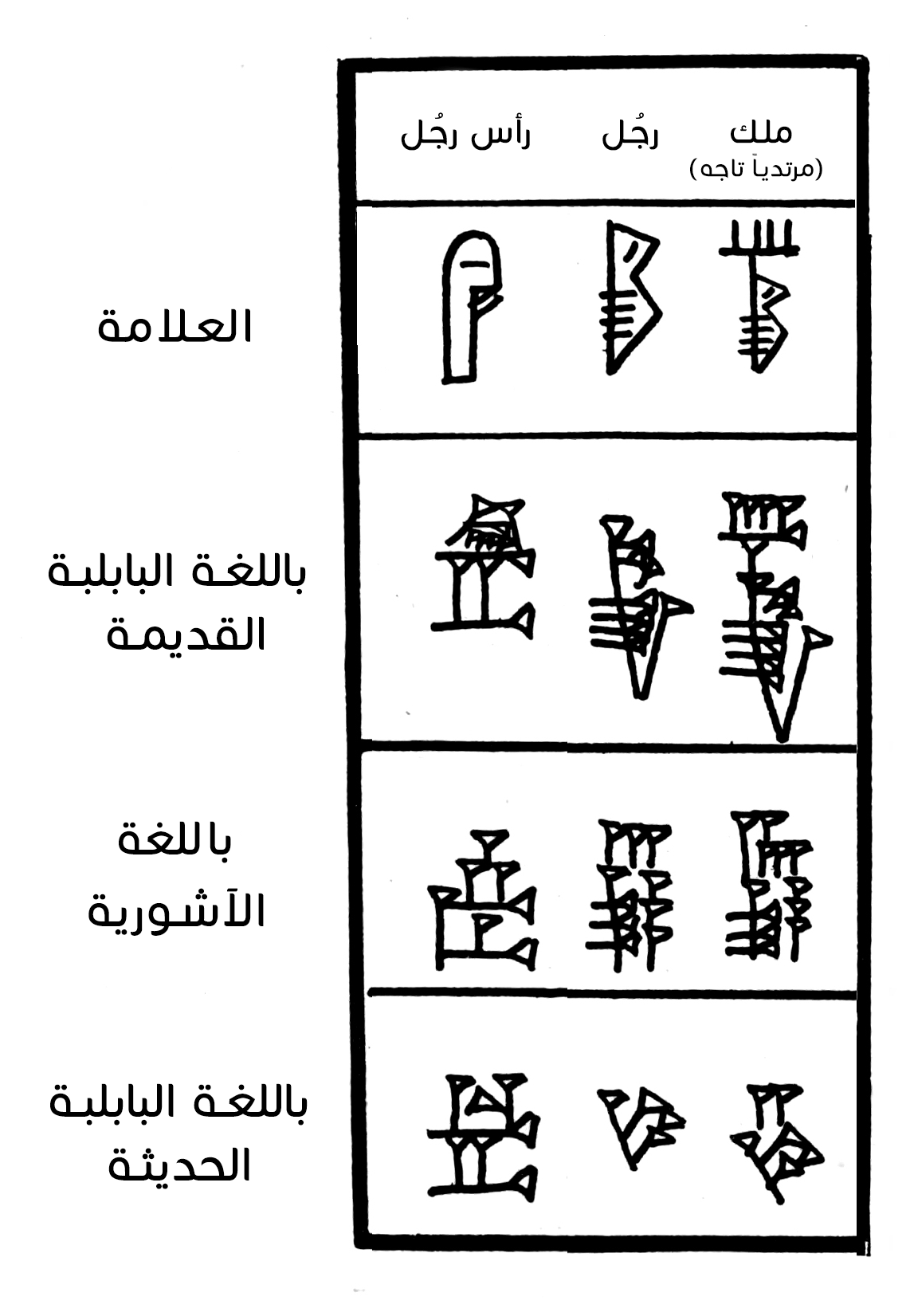
تطور الكتابة المسمارية المُجسمة، يظهر لقب "لوغال" في الأعمدة اليُمنى.

هناك نظريات مُختلفة فيما يتعلق بمعنى اللقب "لوغال" خلال الألفية السومرية الثالثة. يعتقد بعض الخُبراء أن حاكم دولة-مدينة فردية كان يُطلق عليه عادة "إينسي"، والحاكم الذي يرأس اتحادًا أو سيادة أكبر تتألف من عدة مدن، وربما سومر بأكملها، يُطلق عليه "لوغال". والذي تشمل وظائفه الأنشطة الرسمية والعقائدية، والتحكيم في النزاعات الحدودية، والدفاع العسكري ضد الأعداء الخارجيين، وبمُجرد وفاة حامل لقب "لوغال"، يجب أن يتولى ابنه الأكبر المسؤولية. كان إينسي لجش يُشير أحيانًا إلى الإله الراعي للمدينة، نينجيرسو، باعتباره "لوغال" ("سَيد"). كل ما سبق مرتبط بالصفة الكهنوتية الخاصة باللقاب "إينسي".
يعتبر خُبراء آخرون أن "إينسي"، "إين" و"لوغال" كانت مُجرد تسميات محلية للملك، تم قبولها على التوالي في ولايات مُدن لجش وأوروك وأور (بالإضافة إلى باقي مناطق سومر)، على الرغم من أن المُصطلحات المُختلفة قد تُعبر عن الجوانب المُختلفة لمفهوم بلاد الرافدين للملكية. يُفترض أن اللوغال في ذلك الوقت كان "شابًا يتمتع بصفات بارزة ينحدر من عائلة غنية مالكة للأراضي". افترض المؤرخ «ثوركيلد جاكوبسن» ان حامل لقب "لوغال" كان في الأصل زعيم حرب (مُنتخب)، على عكس (المُنتخب بالمثل) "إين"، الذي كان يتعامل مع القضايا الداخلية.
من بين الحكام الأوائل الذين تصفهم نقوشهم بـ "لوغال" هم «مباراسي» و«ميسيليم» في كيش، و«ميسكالامدوك» و«ميسانيبادا» والعديد من خلفائهم في أور. على الأقل مُنذ سلالة أور الثالثة وما بعدها، فقط "لوغال" تم أستخدامها لوصف حامل السيادة باللغة السومرية.

## لوغال في رسائل تل العمارنة
يُستخدم مُصطلح "لوغال" على نطاق واسع في رسائل تل العمارنة، لمُخاطبة الملوك أو الفراعنة، وفي أماكن أخرى في الحديث عن ملوك مُختلفين. كان أحد العناوين الشائعة، في مُقدمة العديد من الرسائل، التي كتبها التابعين إلى الفرعون هو استخدام: Šàr-ri, (šarri "مَلكي": šar هي حالة بناء šarrum + لاحقة الشخص الأول -i); أستخدموا "لوغال" + ri = Šàr-ri بحيث كُتبت "لوغال" بطريقة سومروغرامية(2) بينما ri هو المُلحق الصوتي الأكادي.

### هوامش
1: علامات تُستخدم لكتابة المقاطع اللفظية للكلمات.
2: هي عملية استخدام الحروف المسمارية السومرية كرسم فكري أو رسم رمزي بدلاً من مُخطط مقطعي في التمثيل الرسومي للغة غير السومرية مثل (الأكادية والحيثية).